# Mosquée-cathédrale de Moscou
La mosquée-cathédrale de Moscou (en russe : Московская соборная мечеть, Moskovskaya sobornaya mechet) est la mosquée principale de la ville de Moscou, en Russie. Inaugurée en 1904 pour la communauté tatare, démolie en 2011 puis totalement reconstruite en 2015, elle est la plus grande mosquée d'Europe. Elle est vaste de 19 000 m² et peut accueillir jusqu'à 10 000 personnes.
Il s'y trouve le siège de la Direction spirituelle des musulmans de Russie.